# Der Stern (Tarot)
Die Trumpfkarte Der Stern ist die Tarotkarte XVII der Großen Arcana. Sie wird in Spielen und zur Divination verwendet. Sie repräsentiert das Prinzip Hoffnung.

## Beschreibung

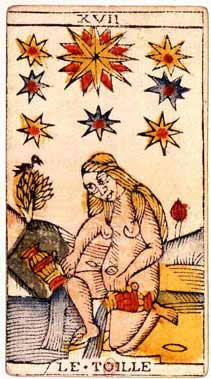
Der Stern (XVII) des Jean-Dodal-Spiels

Eine nackte Frau kniet mit ihrem linken Knie am Wasser, ihr rechter Fuß befindet sich im Wasser, der andere berührt die Erde. Über ihrem Kopf leuchtet ein großer achtstrahliger Stern, umgeben von sieben kleineren Sternen. In jeder ihrer beiden Hände hält sie einen Krug. Mit der Rechten gießt sie Flüssigkeit aus dem Krug ins Wasser, mit dem Krug der Linken begießt sie das Land. Bei anderen bzw. älteren Spielen, wie beispielsweise dem Visconti-Sforza-Deck, wird eine Frau (manchmal auch ein Mann) dargestellt, die (oder der) zum Stern aufsieht bzw. nach ihm greift.

### Deutung
Als Losungsworte werden folgende Begriffe angeführt:
- Hoffnung – Klarheit – Inspiration – Großzügigkeit
- Optimismus – Freude – Zuversicht – Regenerierung
- Guter Wille – Harmonie – Kräfteerneuerung
- Ruhe – offene Liebe – Vertrauen
- Beschaulichkeit – Seelenruhe – reine Essenz

Generell vermittelt der Stern Demut und Einfachheit sowie eine Religiosität ohne Pathos. Er symbolisiert Offenheit, Klarheit der Gefühle, Bereitschaft zur Aufnahme kosmischer Energien, Erfüllung, Hoffnung sowie eine kleine Erleuchtung.

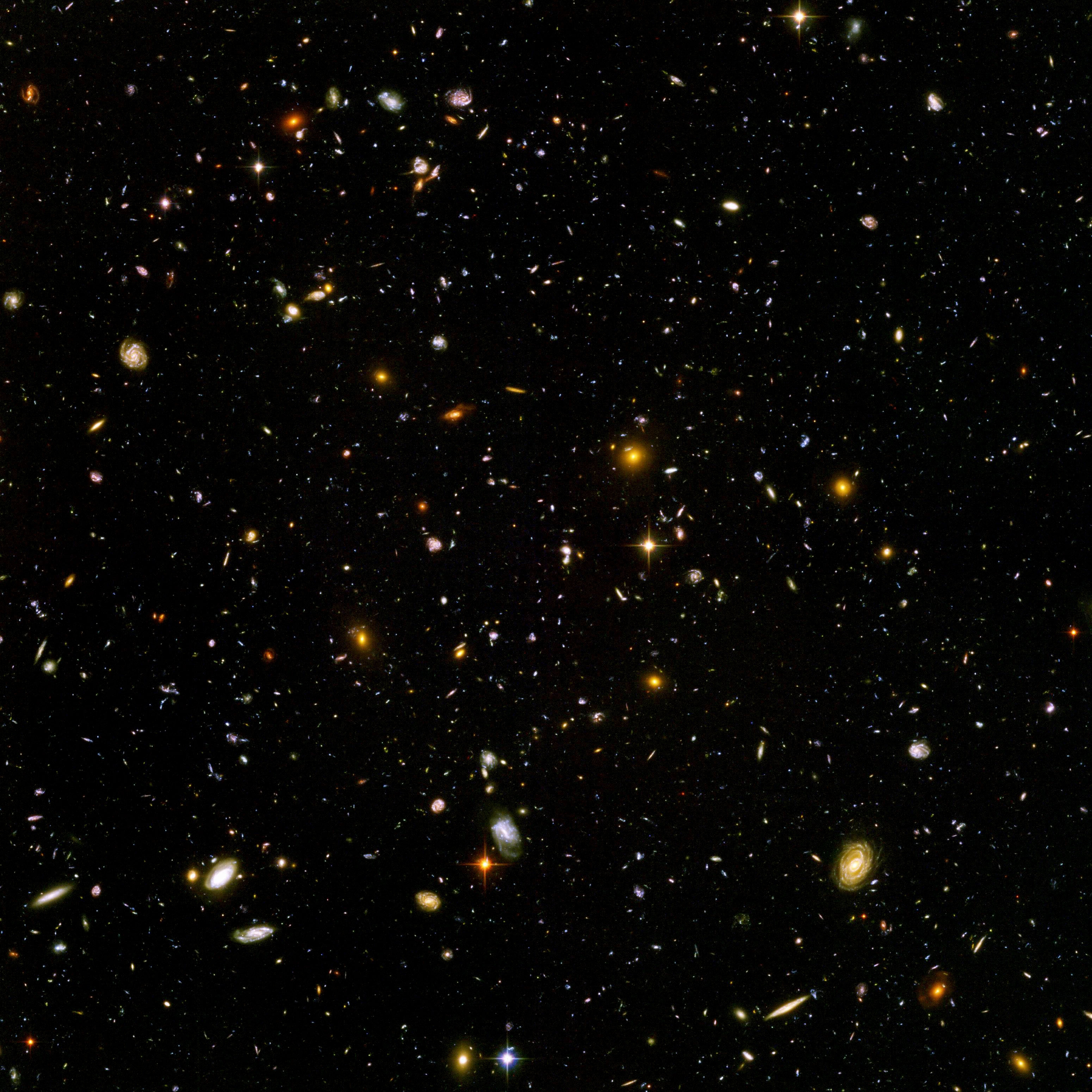
Das Hubble Ultra Deep Field

### Esoterische Entsprechungen
Eine esoterische Entsprechung des Sterns in der Astrologie ist das zum Element Luft () gehörende Tierkreiszeichen Wassermann und im erweiterten Sinne das Luftdreieck Wassermann – Waage – Zwilling. Im Golden Dawn wird als Äquivalent aus der hebräischen Schrift der Buchstabe Tzade (צ) mit numerischen Wert 90, im Crowley Thoth Tarot dagegen der Buchstabe He (ה). Die numerologische Quersumme 8 (= 1+7) steht in der Kabbala für das Sephira Yesod, dem Boden, Grundstein oder Fundament. Eliphas Lévi befürwortet jedoch den Buchstaben Pe (פ) mit Zahlwert 80 – Symbol der Sprache und der menschlichen Stimme. Das Sephirah ist dann Geburah (Gesetz, Gerechtigkeit, Stärke, Macht und Sieg). Als alchemische Entsprechung fungiert der Lösungsprozess. Die dem Stern zugeordnete Farbe ist Violett. Als christliches Symbol steht er für Maria Magdalena. Dem Stern assoziiert ist die Quelle, deren lebendiges Wasser uns reinigt und uns evolutives und freigiebiges Wissen verleiht – ein Wissen, das rein formellen und beschreibenden Enzyklopädismus transzendiert.

### Symbolik im Waite-Tarot
Arthur Edward Waite war eine Schlüsselfigur moderner Tarotauslegungen, jedoch folgen nicht alle Interpretationen seiner Weltanschauung:
- Der auf dem Baum sitzende Vogel ähnelt einem Ibis, der bei den alten Ägyptern als ein Symbol für ihren Gott Thot angesehen wurde.
- Wie im Marseille-Tarot wird ein großer und sieben kleinere Sterne dargestellt. Der Hauptstern repräsentiert den l’Étoile Flamboyante der Freimaurer.[2]

### Moderne Interpretation
Pamela Eakins (1992) gibt in ihrem Tarot-Deck Tarot of the Spirit für die Karte Der Stern folgende divinatorische Interpretation:
Folgen Sie Ihrem Stern. Um ihn aufzufinden meditieren Sie über Ihr ureigenes Wesen. Im Zentrum Ihres Selbst angekommen werden Sie eines großen Geheimnisses gegenwärtig. Dieses Geheimnis ist der Schlüssel zu ihren schöpferischen Kräften. Ihr Wissen davon wird ihre Frage beantworten. Lassen Sie sich inspirieren, indem Sie des Nachts einen Spaziergang machen und dabei kontemplativ Ihr Dasein überdenken.

## Divinatorische Bedeutung
Das Element Wasser steht für Unbewusstes oder Universelles. Das Land bezieht sich auf den festen Boden der konkreten, materiellen Welt. Die Frau – stellvertretend für die Naturgöttin – erneuert beide. Die beiden Krüge verweisen auf die Integration polarer Gegensätze in uns. Das Arcanum Der Stern ist eine Karte der Hoffnung auf positive Ereignisse, die beim Auslegen durch die benachbarten Karten angedeutet werden.
Mit dem Stern stellen sich erneut Hoffnung, Inspiration und Entdeckungsfreude ein. Das teuflische Chaos der vorausgegangenen Karte Der Turm ist vorüber, es herrscht Ruhe nach dem Sturm. Das Durchbrechen der zerstörerischen Einflüsse ermöglicht das Erlangen eines höheren Bewusstseinszustandes. Der Stern und die nächsten beiden Karten, der Mond und Die Sonne, bringen mehr und mehr Licht und damit Klarheit in unser Dasein. Ein besserer Lebensweg wird erkennbar. Gut möglich, dass wir jetzt Rätsel lösen, Geheimnisse ergründen oder durch Meditation neue Ideen erhalten.
Die am Himmel abgebildeten Planeten sind die Leiter, auf der wir unserem mystischen Ziel entgegensteigen. Der Stern lässt uns wissen, dass wir auf der Reise des Narren bzw. der Reise des Helden unserem Ziel der Erleuchtung näherkommen.

## Andere Bezeichnungen und Entwürfe

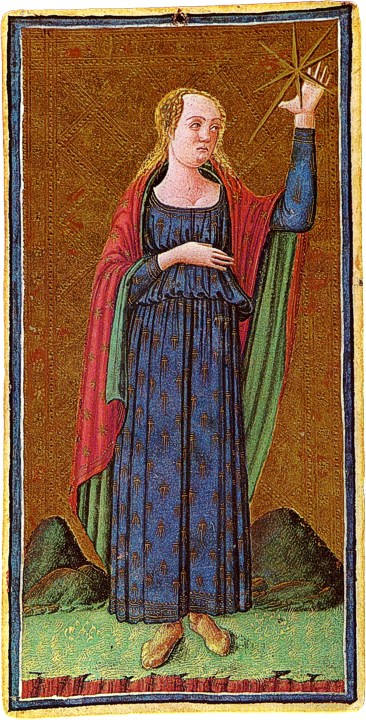
Der Stern im Visconti-Sforza-Spiel, Italien, 1450

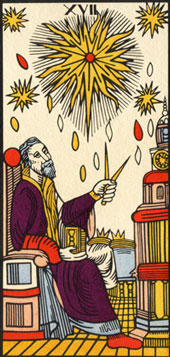
Der Stern im Vieville-Spiel, Frankreich, 1650

- Der Stern wird gelegentlich auch als Der Astronom oder als Der Navigator bezeichnet.
- Das sehr frühe Visconti-Sforza-Spiel aus dem Jahr 1450 zeigt eine auf festem Boden aufrecht stehende Frau, die mit ihrer Linken nach dem achtstrahligen Stern greift, hinter der Frau zwei stilisierte Berge.
- Bei Vandenborre und im Viéville-Spiel (1650) ist links ein sitzender Astronom und rechts ein Turm zu sehen. Oberhalb des Astronomen leuchtet ein großer Stern, der von kleineren umgeben wird. Der Astronom beobachtet den Stern mittels eines Zirkels, den er in seiner Linken hält. Im Viéville Spiel sind nur fünf Sterne abgebildet.
- Hermann Haindl ändert das Thema dahin ab, dass jetzt eine Frau ihre Haare in einer Quelle auswäscht.
- Bei Aleister Crowley übergießt sich eine nackte, ätherisch wirkende Frau mit einem der Kelche, den anderen leert sie auf den Boden.
- Das Rosenwald-Sheet zeigt nur einen achtstrahligen Stern.